# Tomosvaryella setositora
Tomosvaryella setositora är en tvåvingeart som beskrevs av Hardy 1961. Tomosvaryella setositora ingår i släktet Tomosvaryella och familjen ögonflugor.
Artens utbredningsområde är Kongo. Inga underarter finns listade i Catalogue of Life.